# Hexen (группа)
Hexen — американская треш-метал-группа из Лос-Анджелеса, существовавшая с 2003 по 2012 год.

## История
Группа была основана в 2003 году. В 2005 году своими силами был записан первый дебютный альбом Heal a Million… Kill a Million. Популярность группы стала возрастать после совместного выступления с Municipal Waste, Warbringer, Bonded by Blood и Evile. В 2008 году группа в составе вокалиста и басиста Андре Хартуняна, гитаристов Ронни Дориана и Джэймса Лопеза, а также барабанщика Карлоса Круза подписала контракт с Old School Metal Records. Под этим лейблом появился альбом State of Insurgency, оформленный Эдом Репкой. А в 2012 году под лейблом Pulverised Records вышел следующий альбом под названием Being and Nothingness. В этом же году группа распалась.

## Дискография
Демо
- 2004: Blast Radius
- 2005: Heal a Million… Kill a Million
- 2007: From the Cradle to the Chamber
- 2007: Cinders of Zarathustra

Студийные альбомы
- 2008: State of Insurgency
- 2012: Being and Nothingness